# Alarma (boletín)
Alarma: Boletín de Fomento Obrero Revolucionario, Núcleo M. Publicación de carácter político comunista, órgano de Fomento Obrero Revolucionario, grupo que había sido fundado en 1958 por Grandizo Munis, Benjamín Péret y Jaime Fernández, entre otros.
La publicación del boletín fue iniciada en Francia en 1959. En septiembre de 1962 se abandonó la numeración anterior y se publicó el número 1 de una nueva serie. A partir de agosto de 1977 su publicación pasa a realizarse en Barcelona.